# Ciubînți, Skvîra
Ciubînți (în ucraineană Чубинці) este un sat în comuna Taboriv din raionul Skvîra, regiunea Kiev, Ucraina.

## Demografie
Componența lingvistică a localității Ciubînți
     Ucraineană (95,08%)
     Rusă (4,92%)
Conform recensământului din 2001, majoritatea populației localității Ciubînți era vorbitoare de ucraineană (95,08%), existând în minoritate și vorbitori de rusă (4,92%).